# Plectris calva
Plectris calva är en skalbaggsart som beskrevs av Frey 1969. Plectris calva ingår i släktet Plectris och familjen Melolonthidae. Inga underarter finns listade i Catalogue of Life.